# Nancy Pelosi
Nancy Patricia D'Alesandro Pelosi, ameriška političarka, * 26. marec 1940, Baltimore, Maryland, ZDA.
Je članica Demokratske stranke in od leta 1987 predstavnica Kalifornije v spodnjem domu ameriškega Kongresa. Od 2019 leta ima tudi položaj predsednice predstavniškega doma Kongresa ZDA, ki ga je že zasedala med leti 2007 in 2011.